# Cristiano Júnior
Cristiano Sebastião de Lima Júnior, meglio noto come Cristiano Júnior (Brasilia, 5 giugno 1979 – Bangalore, 5 dicembre 2004), è stato un calciatore brasiliano di ruolo attaccante.
Morì in seguito a uno scontro di gioco.

## Biografia
Il 5 dicembre 2004 si gioca la finale di Federation Cup tra Dempo e Mohun Bagan. Il Dempo passa in vantaggio grazie a un gol proprio di Cristiano Júnior e al 78º minuto quest'ultimo si invola da solo contro il portiere avversario Subrata Pal per andare a siglare la doppietta. Segna il gol del 2-0 ma si scontra violentemente contro Pal, ricevendo un colpo al petto fortissimo; cammina fino a bordocampo e poi si accascia a terra. Sono vani i tentativi di rianimarlo e la corsa all'ospedale Hosmat, in quanto è già morto al suo arrivo. Da segnalare che non c'erano medici presenti allo stadio durante quella partita. Per la cronaca sportiva, il Dempo vinse la coppa 2-0 proprio grazie alla sua doppietta. In suo onore la maglia numero 10 è stata ritirata dal Dempo. La causa del decesso è stata un arresto cardiaco.

## Carriera
Cresciuto nelle giovanili del Vasco da Gama, viene prestato per la sua prima stagione da professionista al Brasília, poi l'anno seguente viene nuovamente prestato stavolta al Garça. Viene in seguito richiamato dal prestito e comincia a far parte della rosa principale del Vasco da Gama. In 4 anni giocherà solamente 11 partite senza mai andare a segno. Nel 2001 viene ceduto all'Olaria, dove gioca una buonissima stagione segnando 14 gol in 16 partite. Sempre lo stesso anno cambia squadra una seconda volta, trasferendosi al Sampaio Corrêa. L'anno seguente passa al Criciúma segnando 8 gol in 18 partite e nel 2003 passa all'América-RN. Nell'estate 2003 lascia per la prima volta il suo paese natale trasferendosi al club indiano East Bengal. Segna 15 gol in 18 partite vincendo il titolo di capocannoniere del campionato indiano e contribuendo alla vittoria del titolo. Per la stagione seguente decide di trasferirsi al Dempo soprattutto a causa del fatto che parlava male l'inglese e che quest'ultima squadra si situa nello stato di Goa dove il portoghese è una delle lingue ufficiali. Nelle prime 4 partite disputate con la nuova squadra segna 5 gol.